# 中国职工之家
中国职工之家，位于北京市西城区真武庙路1号，是隶属中华全国总工会的酒店企业。

## 简介
中国职工之家是由A、B、C三栋楼组成的综合性四星级酒店。A座于1992年6月建成开业。B座于2002年开业。C座于2008年9月开业。该酒店除客房外，还设有多功能厅以及多个中小型会议室，并提供餐饮服务。
中国职工之家长年接待“全国两会”代表团。接待“全国两会”的多数宾馆一般仅接待一至两个代表团，但中国职工之家、京西宾馆每年“全国两会”都经常接待四至五个代表团。